# バンデルレイ・デ・リマ
バンデルレイ・コルデイロ・デ・リマ（Vanderlei Cordeiro de Lima、1969年7月4日 - ）は、ブラジルの長距離走選手である。2004年アテネオリンピックの男子マラソンで銅メダルを獲得した。国際オリンピック委員会（IOC）の特別賞ピエール・ド・クーベルタン・メダルを受賞した唯一の南米人選手である。

## 2004年アテネオリンピック
2004年アテネオリンピックの男子マラソンに出場。当時の世界記録保持者ポール・テルガト、アトランタ大会銅、シドニー大会銀のエリック・ワイナイナ、アトランタ大会銀の李鳳柱、ヨーロッパチャンピオンのステファノ・バルディーニなど強豪が集うレースだったが、半分手前で集団から抜け出したデ・リマは、順調に差を広げていった。
ゴールのパナシナイコスタジアムまで7キロ余りの35キロ地点で、他のランナーとの差は25-30秒、約150メートルあった。しかしそのとき、突如沿道から乱入したカトリック教会の聖職者ニール・ホランから抱きつかれ、コース外に押し出されるという走行妨害を受けた。ギリシャ人観客のポリビオス・コシヴァスに助けられ、直後にレースへ復帰するものの、このトラブルによって10秒前後タイムロスが生じたうえ、集中力が奪われ、ペースを崩してしまった。この結果、イタリアのステファノ・バルディーニ、アメリカのメブ・ケフレジキに抜かれ、3位でゴールし銅メダルに終わった。
レース後の記者会見では、「完走できて、オリンピックのメダルが獲得出来たことがなによりも嬉しく思っています」「この銅メダルは『まだ私が金メダルを取ってはいけない』という、神からの試練なんです」と語り、ホランを非難するコメントは一切しなかった。
同日IOCは、デ・リマが示した並外れたフェアプレーとオリンピック価値に対し、特別賞ピエール・ド・クーベルタン・メダルを授与することを発表した。同年12月7日、リオデジャネイロで、彼の名誉を称える公式式典で贈呈された。この式典にはコシヴァスも招待され参加した。
ブラジルのオリンピック委員会は銅メダルの代わりに金メダルを授与するよう求めたが、これは実現しなかった。
なお、レースを妨害したホランは直ちに逮捕された。この人物は、前年のF1イギリスグランプリのレース中にもコース内に乱入し、逮捕された前歴があった。

## 経歴
1969年、パラナ州のクルゼイロドオエステで農業を営む両親のもとに生まれた。
1973年に同州のタピラに移住した。幼少期の夢はプロサッカー選手だった。農場で小さな仕事をしながら家計を助けた。
14歳のとき、地元の体育教師の勧めで陸上競技を本格的に始め、州のイベントで初めて優勝した。

### 陸上選手として
当初はクロスカントリー競走の選手であった。1989年と1992年の世界クロスカントリー選手権にブラジル代表として出場した。1993年の南米クロスカントリー選手権では銅メダルを獲得し、1995年には同大会で優勝を果たした。
1992年、陸上競技コーチのリカルド・ダンジェロに出会い、その後師事することとなった。
マラソンに専念するようになったのは、ある偶然からだった。
1994年、フランスのランスマラソンに参加したが、それはレースの半分をペースメーカーとして走る「ラビット」役としてだった。しかしレース中盤、あまりの気持ちよさに、そのまま走り続けることに決め、2時間11分6秒で優勝した。
1996年、東京国際マラソンでは、当時の南米記録である2時間08分38秒で優勝した。
同年のアトランタオリンピックでは47位に終わった。「間違いなく素晴らしい経験だったが、レース中に靴の調子が悪くなった」と語った。
1997年、アテネで開催された世界陸上競技選手権大会に出場したが23位に終わった。
1998年、東京国際マラソンで自身の南米記録を更新する2時間08分31秒で2位、ニューヨークシティマラソンで5位と活躍を続けた。
1999年、カナダのウィニペグで開催されたパンアメリカン競技大会に出場。マラソンで金メダルを獲得し、主要国際大会で初のタイトル獲得となった。
同年、日本の福岡国際マラソンで3位に入賞した。
2000年4月、ロッテルダムマラソンで2時間8分34秒を記録し、3位入賞を果たした。
これらの記録と実績により2000年シドニーオリンピックでの出場権を得た。しかし、2度目のオリンピックでは、足の炎症など体調不良が重なり、レース途中3度止まることとなった。2時間37分08秒のタイムで75位の結果に終わった。
2001年2月の別府大分マラソンでは2時間10分02秒で2位となった。
2002年、サンパウロ国際マラソンで2時間11分19秒の記録で優勝した。
2003年、サントドミンゴで行われたパンアメリカン競技大会は、高温多湿の厳しいレース環境となったが、2時間19分08秒で2度目の優勝を果たした。「どうやって完走できたのかわからない。人生で最もタフなレースだった。あれほどまでに棄権を考えたことはなかった。完走できた人たちはみんなヒーローだと思う。最終ラップを走りきる力もなく、最後には数分間気を失っていたと言われた。あのレースは、父の思い出に捧げるものとして走った」と語った。
2004年、ドイツのハンブルクマラソンで優勝した。
この年のアテネオリンピックに向けた準備として、コロンビアのパイパで高地トレーニングを行った。アスリートが集まるこの地で、ヘルデル・バスケス、ハシント・ロペスといった一流選手に励まされ、優勝候補であり世界記録保持者のポール・テルガト選手に勝つことを考えるようになっていた。

### アテネオリンピック後

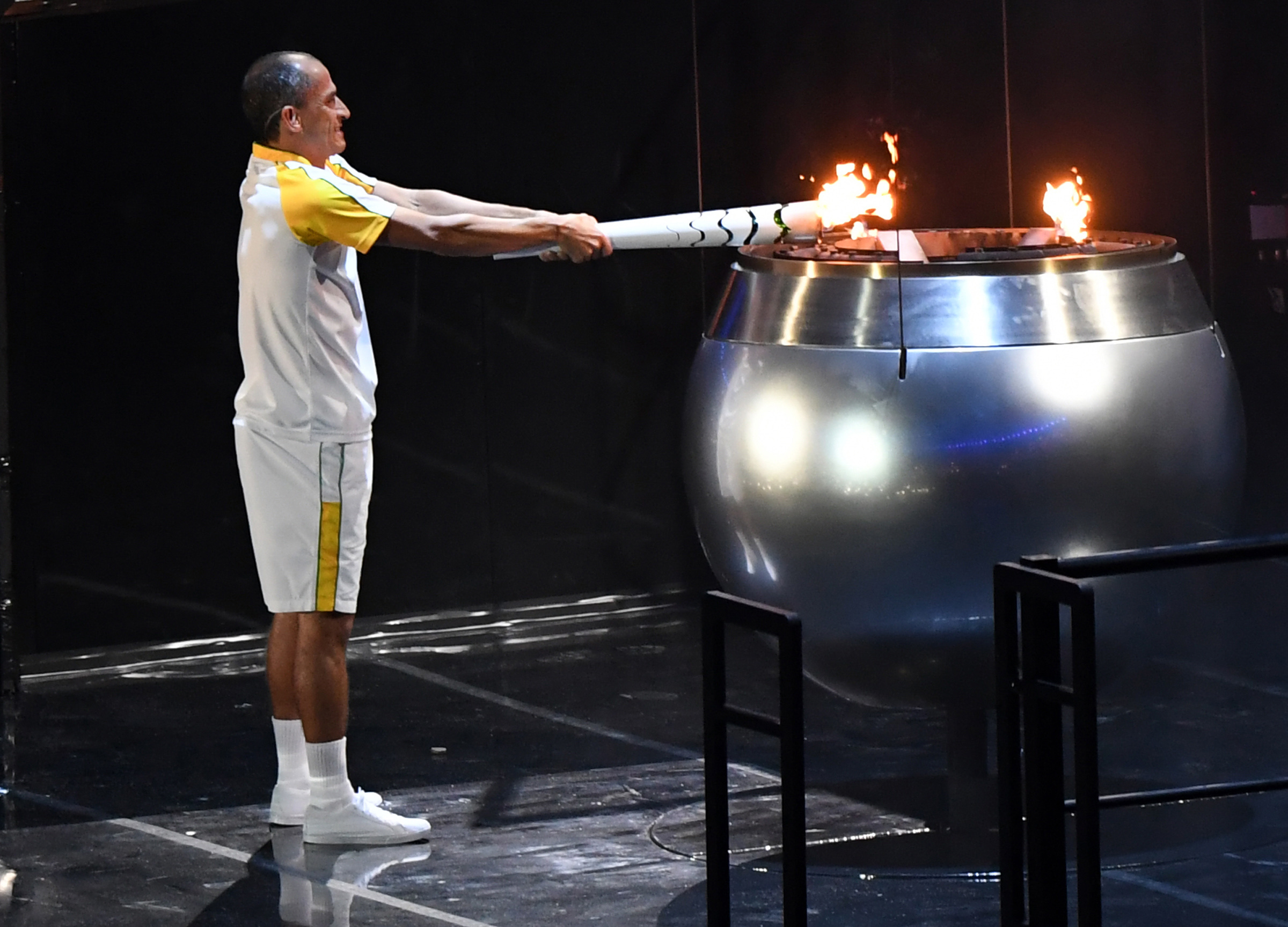
2016年のリオデジャネイロオリンピック開会式で聖火台に点火するバンデルレイ・デ・リマ

アテネ大会の後もマラソンを続けたが、すでに35歳を過ぎており、怪我も重なったことで棄権するレースが多くなった。
2007年、第1回東京マラソンにおいて外国招待選手として出走し、2時間16分08秒で6位となった。
2009年4月のパリマラソンを最後にマラソン選手としてのキャリアを終了した。
2016年リオデジャネイロオリンピックの開会式で、聖火台に点火する最終走者となった。

### 日本とのかかわり
デ・リマは日本の男子マラソン大会にたびたび出場し好成績を収めているほか、TBS『オールスター感謝祭』の「赤坂5丁目ミニマラソン」にも、2005年春・秋と2回ゲストランナーとして出走した。

## 主なマラソン成績
| 年月    | 大会名                       | タイム    | 順位 | 備考                                 |
| ------- | ---------------------------- | --------- | ---- | ------------------------------------ |
| 1996.02 | 東京国際マラソン             | 2：08：38 | 優勝 | 当時の南米記録、大会初の南米勢覇者   |
| 1996.08 | アトランタオリンピック       | 2：21：01 | 47位 |                                      |
| 1997.08 | アテネ世界陸上競技選手権大会 | 2：21：48 | 23位 |                                      |
| 1998.02 | 東京国際マラソン             | 2：08：31 | 2位  | 自身の南米記録を更新                 |
| 1998.11 | ニューヨークシティマラソン   | 2：10：42 | 5位  |                                      |
| 1999.07 | パンアメリカン競技大会       | 2：17：20 | 優勝 |                                      |
| 1999.12 | 福岡国際マラソン             | 2：08：40 | 3位  |                                      |
| 2000.04 | ロッテルダムマラソン         | 2：08：34 | 3位  |                                      |
| 2000.08 | シドニーオリンピック         | 2：37：08 | 75位 |                                      |
| 2001.02 | 別府大分マラソン             | 2：10：02 | 2位  |                                      |
| 2002.07 | サンパウロ国際マラソン       | 2：11：19 | 優勝 |                                      |
| 2003.08 | パンアメリカン競技大会       | 2：19：08 | 優勝 |                                      |
| 2004.04 | ハンブルクマラソン           | 2：09：39 | 優勝 |                                      |
| 2004.08 | アテネオリンピック           | 2：10：25 | 3位  | 沿道から乱入した者に走行妨害を受けた |